# Воскресенская церковь (Сарапул)
Воскресенская церковь (Храм Воскресения Христова) — храм Сарапульской епархии Русской православной церкви в городе Сарапуле в Удмуртии. Памятник архитектуры федерального значения.

## История
Храм Воскресения Христова в городе Сарапуле был построен в 1817 году по инициативе городничего Андрея Васильевича Дурова на средства купцов Григория и Фёдора Ижболдиных по проекту архитектора Семёна Емельяновича Дудина. В том же году возле храма было основано кладбище. Воскресенская кладбищенская церковь была приписной к Вознесенскому собору, пока по указу Святейшего Синода от 22 июня 1894 года при храме не был образован самостоятельный приход. До 1917 года Воскресенская церковь находилась под попечением семьи Ижболдиных. В 1909—1910 годах на средства Ольги Ивановной Ижболдиной и её супруга Дмитрия Григорьевича Ижболдина к храму пристроен северный придел, освящённый в честь святой равноапостольной княгини Ольги.
В 1930-х годах Воскресенское кладбище было снесено, а с колокольни был сброшен колокол, но сама церковь уцелела. Незадолго до Великой Отечественной войны храм был захвачен обновленцами и вскоре закрыт. Во время войны священник Феодор Соколов вновь открыл храм. С октября 1942 года по январь 1944 года Воскресенская церковь сдала в Фонд обороны 23550 рублей, семьям фронтовиков передано 15 тысяч рублей. Прихожане оказывали помощь больницам и госпиталям, а также сиротам. С 1963 года по 1991 год Воскресенская церковь являлась единственным действующим храмом в Сарапуле.
В 2019 году начаты реставрационные работы в рамках федеральной целевой программы «Культура России (2012—2018 годы)».

## Архитектура
Храм построен в стиле раннего классицизма. Здание имеет форму вытянутого креста. Восточное (алтарь), северное (новый придел) и южное окончание скруглены. С запада пристроены притвор и трапезная. Над притвором надстроена двухъярусная цилиндрическая колокольня, завершённая полусферическим купол с возвышающимся над ним высоким шпилем со крестом. Основной объём здания завершён полусферическим куполом, увенчанным восьмериком с главкой.